# Téléphérique du Brévent
Le téléphérique du Brévent est un téléphérique qui relie le plateau de Planpraz au sommet du Brévent à proximité de Chamonix-Mont-Blanc.
Il fait suite à la télécabine de Planpraz qui relie Chamonix à Planpraz et permet d'accéder au sommet du Brévent, à 2 525 mètres d'altitude.

## Historique
Après la construction en 1928 d'un premier tronçon de téléphérique reliant Chamonix au Planpraz, le sommet du Brévent est finalement atteint  grâce à l'inauguration du deuxième tronçon de téléphérique en 1930. Grâce à l'accès devenu facile et au grand panorama qu'offre le sommet le site rencontre alors un grand succès touristique. Le téléphérique fut aussi utilisé par la suite pour la pratique du ski lorsque ce dernier intégra les remontées mécaniques du domaine skiable de Chamonix. Après le remplacement du téléphérique du Planpraz en 1979 par une télécabine plus performante, il  s’avéra nécessaire de remplacer le vieux téléphérique par une nouvelle remontées plus moderne et disposant d'une plus grande capacité. L'ancien téléphérique du Brévent est finalement démonté en 1987 après 57 ans d'exploitation pour laisser place au nouveau téléphérique. Ce dernier est construit par l'entreprise de remontées mécaniques Montaz-Mautino (aujourd'hui GMM) durant l'été 1987 pour être inauguré l'hiver de cette même année.

## Caractéristiques générales
Le téléphérique du Brévent  est la deuxième remontée mécanique que les passagers empruntent depuis Chamonix pour monter au Brévent (la première remontée étant la télécabine de Planpraz). Il s'agit d'un simple téléphérique à va-et-vient constitué de deux cabines de 60 places. Sa capacité est de 1000 personnes par heure ce qui représente un grand écart avec celle du téléphérique de 1930 qui était de seulement 150 personnes par heure, sa vitesse maximale est de 12 m/s (43,2 km/h). La ligne possède une longueur de 1 350 mètres avec une dénivelée de 504 mètres et ne comporte aucun pylône, elle survole une hauteur maximale de 285 mètres et une pente moyenne de 40%,.
En hiver, le téléphérique fait partie des remontées mécaniques du domaine skiable Chamonix Brévént-Flégère, les skieurs peuvent emprunter la remontée pour monter au Brévent et redescendre par la piste noire c.bozon. En été le téléphérique permet aux touristes d'aller admirer le panorama qu'offre le sommet. La gare aval est installée à environ 2 000 mètres d'altitude sur le plateau de Planpraz où se situe la gare amont de la télécabine de Planpraz (en provenance de Chamonix) ainsi que le petit funiculaire Funi 2000. La machinerie du téléphérique est installée en gare aval. La gare amont est située juste à côté du sommet du Brévent à plus de 2 500 mètres d'altitude.